# Emil Nessjøen
Emil Nessjøen (25 febbraio 1991) è un giocatore di calcio a 5 ed ex calciatore norvegese, pivot del Røa.

## Carriera
Nessjøen ha giocato con la maglia del Vega in 4. divisjon, nel 2007. Attivo anche nel calcio a 5, poiché i campionati di quest'ultima attività iniziano al termine di quelli calcistici, nella stagione 2009-2010 ha vestito la casacca del Vegakameratene, compagine militante in Eliteserie.
Sempre con quest'ultima squadra, ha partecipato alla Coppa UEFA 2013-2014. Nel 2013 è stato in forza anche al Kvik, in 5. divisjon.
Al termine dell'Eliteserie 2016-2017 ha lasciato il Vegakameratene per il Røa, in 1. divisjon.